# NGC 2712
NGC 2712 je galaksija u zviježđu Risu.

## Vanjske poveznice
- SEDS: NGC 2712